# Agustina d'Aragó
Agustina Saragossa i Domènech, més coneguda com a Agustina d'Aragó (Barcelona, 4 de març del 1786 - Ceuta, 29 de maig del 1857), és considerada una heroica defensora de Saragossa contra els francesos durant la Guerra del Francès.

## Biografia

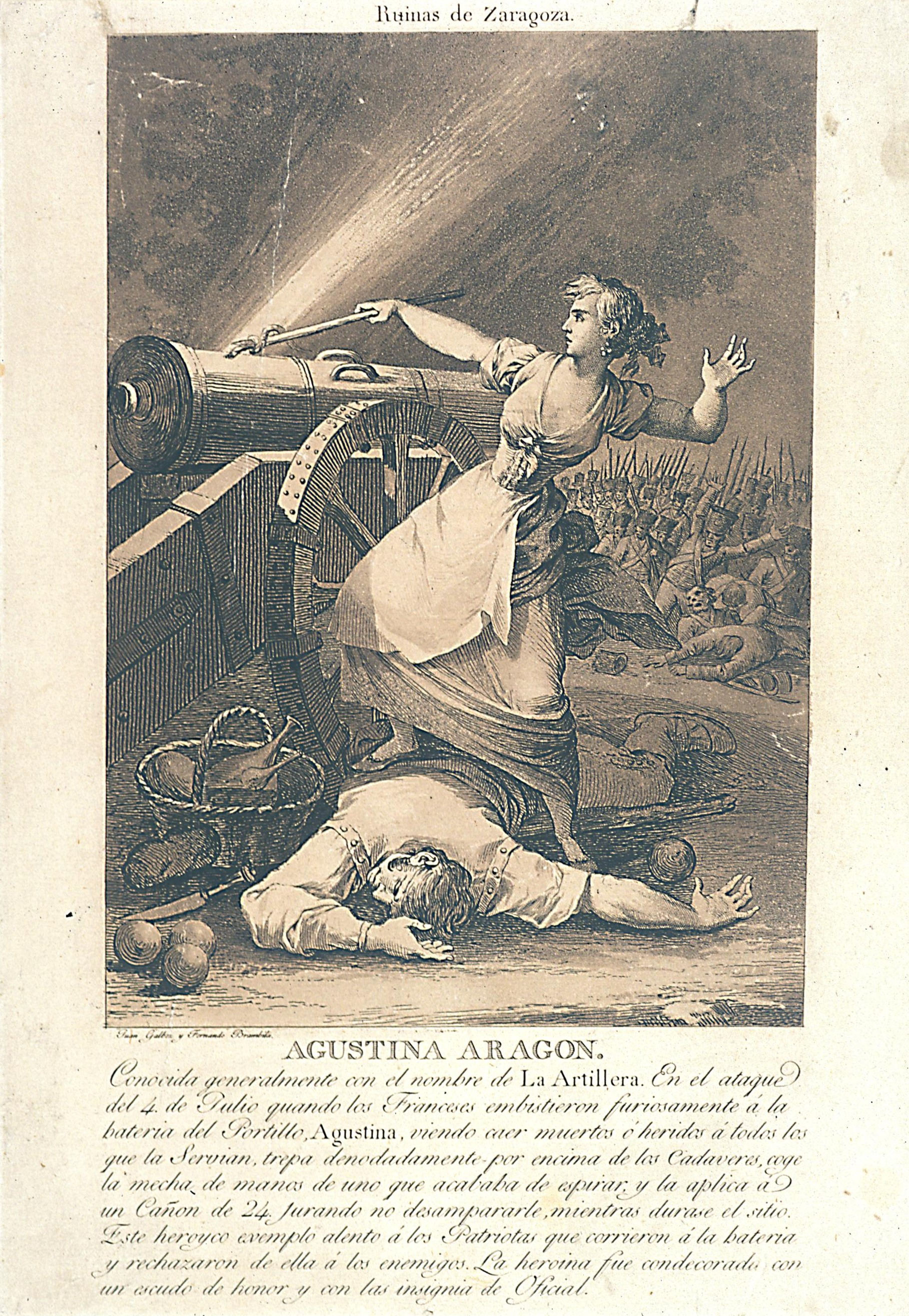
Agustina d'Aragó, en estampa de Juan Gálvez i Fernando Brambila (1812-1813)

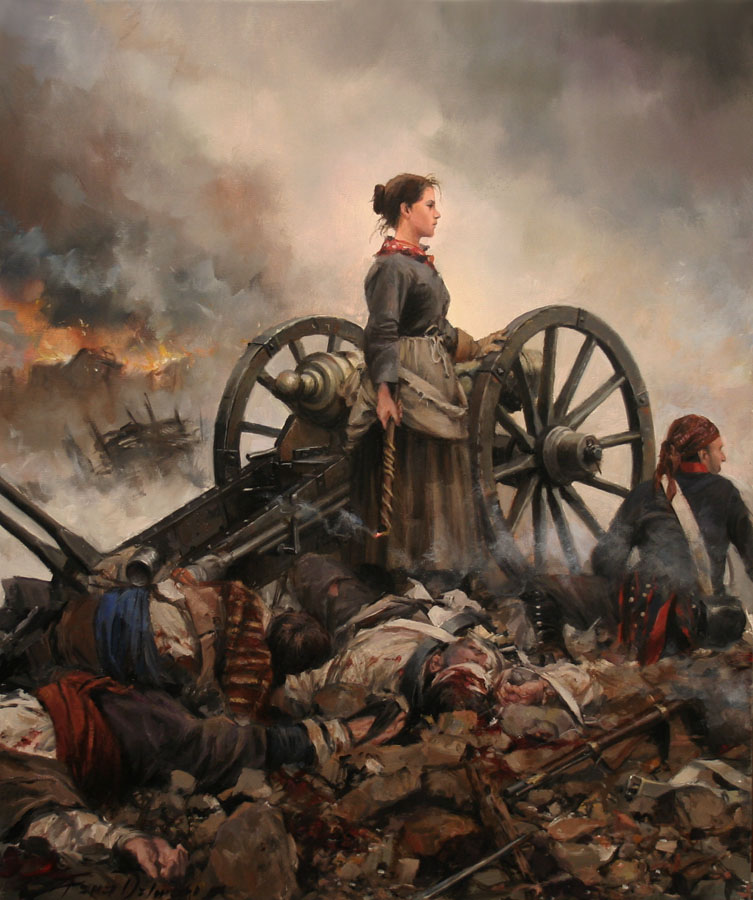
Agustina d'Aragó (2012), August Ferrer-Dalmau

Agustina Saragossa va néixer el 6 de març del 1786 al carrer Mirallers o Barreters de Barcelona, i consta que fou batejada a l'església de Santa Maria del Mar. Era filla de Pere Joan Saragossa i Labastida i Raimunda Domènech i Gassull, naturals de Fulleda (les Garrigues). Tanmateix, algunes fonts ubiquen el seu naixement a Reus.
El 16 d'abril de 1803 es va casar a Barcelona amb el militar Joan Roca Vilaseca, caporal d'artilleria que va participar des d'un bon principi en la Guerra del Francès. Poc després naixeria el seu primer fill. Amb l'avanç de les tropes napoleòniques el 1808 va partir cap a Saragossa.
A la ciutat de Saragossa, que patia el primer setge pels francesos dins del context de la Guerra del Francès (1808-1814), Agustina era voluntària junt amb altres dones fent la feina de la rereguarda. Enmig de la resistència una granada va fer explotar la munició i matà els artillers, fet que va possibilitar que els francesos es poguessin aproximar. Agustina va decidir disparar el canó i aquests es van retirar. Per aquest fet va rebre una insígnia, una pensió de trenta rals diaris, el rang d'alferes d'artilleria i dos escuts d'honor pels seus interessants serveis; començà així la llegenda i el mite de l'Artillera del Portillo.
Algunes versions descriuen que va ser l'1 de juliol de 1808, quan mentre portava vitualles al seu marit, Agustina va posar topall a un canó a punt de ser detonat però amb l'assistent ferit amb la metxa encara a la mà. Va agafar la metxa i va encendre el canó, que apuntava a la porta del Portillo. No se'n sap res de les conseqüències reals d'aquesta acció en la batalla, però el general Palafox va descriure la seva acció com èpica.
Durant el segon setge de Saragossa, es diu que va confiscar dos fusells que lliurà de pròpia mà al general Palafox. Va caure malalta de febre tifoide junt amb el seu fill mentre la ciutat de Saragossa es rendia. Agustina volia fugir, però algú la va delatar i la feren presonera. Malalta, va marxar cap a França amb el seu fill i tots els presoners. El 25 de març moria el seu fill.
Agustina apareix a Terol sol·licitant la seva reincorporació a l'exèrcit. A Sevilla, el 30 d'agost de 1809 li van concedir el grau de sotstinenta d'infanteria. Comenten que en honor seu es van celebrar curses de braus, banquets i que el duc de Wellington li regalà un parell de pistoles amb incrustacions de plata i marfil. Ell mateix va presentar-li el poeta Lord Byron, que va dedicar-li un vers en el poema Les peregrinacions de Childe Harold. Segons Ronald Fraser, Byron mai va comentar que l'hagués coneguda.
Va ser destinada a l'exèrcit d'Aragó participant del setge a Tortosa i fou detinguda i conduïda a Saragossa, d'on es va poder escapar. Va participar en nombroses accions guerrilleres i en la batalla de Vitòria, on els francesos van ser derrotats definitivament.
El 1814 es va retrobar amb el seu marit i van marxar cap a Madrid. Agustina va ser rebuda pel rei Ferran i fou honorada amb molts homenatges. Es va instal·lar a Barcelona amb el marit, que estava malalt de tuberculosi. L'11 de gener de 1814 va néixer el seu segon fill. Finalment el seu marit mor el 2 d'agost de 1823. És llavors quan es va traslladar a València i es casa amb un metge d'Almeria l'any 1824 i un any més tard, el 13 de juliol de 1825, va néixer la seva filla. El 1853 Agustina deixa el marit i s'instal·la a Ceuta, a la casa de la filla.
Agustina d'Aragó va morir a Ceuta, el 29 de maig de 1857, als 71 anys. Fou amortallada amb la casaca d'artillera, complint el seu desig. La plaça de Ceuta li va retre honors fúnebres. El 1865, les seues restes mortals van ser traslladades a Saragossa a la basílica del Pilar. El 1908 es van traslladar les restes a l'església de Nostra Senyora del Portillo, on s'erigí un mausoleu que recorda els setges i totes les dones que hi van participar. L'any 1986 es va inaugurar un monument en honor seu a Fulleda.
És considerada un dels símbols més representatius de la resistència espanyola contra els invasors napoleònics. Aquesta guerrillera va rebre el títol de defensora de Saragossa i la condecoració de Recompensa al Valor i al Patriotisme, seguint les ordres del general Palafox, i va arribar a aconseguir el rang de capitana de l'exèrcit.